# ماناکامباهینی اوئست
ماناکامباهینی اوئست (به لاتین: Manakambahiny Ouest) یک منطقهٔ مسکونی در ماداگاسکار است که در آمباتوندرازاکا واقع شده‌است. ماناکامباهینی اوئست ۳۸۰ کیلومتر مربع مساحت و ۲۲٬۰۰۰ نفر جمعیت دارد و ۷۹۱ متر بالاتر از سطح دریا واقع شده‌است.